# 藤枝江﨑新聞店
株式会社藤枝江﨑新聞店（ふじえだえざきしんぶんてん）は、静岡県藤枝市にある新聞販売店。社是は「感謝・親切・奉仕」。

## 歴史
1938年（昭和13年）、初代の江﨑浮山が志太郡藤枝町に開いた東京日日新聞（毎日新聞の前身）藤枝専売所（新聞販売店）が藤枝江﨑新聞店の始まりである。情報発信の新聞販売を基盤に、劇場・映画館などの興行事業にも着手。ピーク時には6館の劇場（映画館）を経営する。その後家庭用テレビの普及にともない、劇場は閉館し、その場所を書店や文化教室に展開。
1979年（昭和54年）、2代目の江﨑友次郎が代表に就任。1999年（平成11年）に藤枝商工会議所の会頭、藤枝市観光協会の会長の職につき、藤枝市の経済・文化・観光を牽引した。
創業70周年の2008年（平成20年）、江﨑晴城が3代目代表に就任。地域情報紙の発行や、新聞購読者のための古紙回収事業など、地域のためのさまざまな取り組みにも着手。

### 新聞事業
- 1938年 - 江﨑浮山が東京日日新聞（毎日新聞の前身）の藤枝専売所（新聞販売店）の経営を開始。
- 1945年 - 業界を統率していた日本新聞公社より、新聞配給所長として公認される。
- 1962年 - 複数系統の新聞を扱う複合専売形式を採用。育伸社と共同して共栄店を組織。
- 1979年 - 株式会社藤枝江﨑新聞店を設立。江﨑友次郎が代表取締役社長に就任。
- 1980年 - 本社ビルを建て替え、現在の江﨑新聞ビルを新築。
- 1985年 - 共栄店を法人化し有限会社藤枝共栄販売所を設立。
- 1996年 - 新聞の折込広告の取り次ぎ業務「有限会社藤枝オリコミピーアール」を設立。
- 2008年 - 江﨑晴城が代表取締役社長に就任。

### 興行事業
- 1938年　劇場の経営開始。
- 1939年　「旭光座」経営開始。（現在の藤枝3丁目）
- 1940年　「松竹館」開館。（現在の藤枝5丁目）
- 1954年　「毎日映画劇場（通称：毎映）」開館。（現在の駅前3丁目）
- 1955年　「テアトル毎日」開館。（下伝馬）
- 1957年　「岡部毎日」開館。（岡部町）大井川町でも映画の不定期上映を行う「駿南劇場」を運営。計6館の劇場を経営。
- 1969年　「旭光座」を閉館。「松竹館」は改装して「シネマ・ゴール」と改称。隣には洋風喫茶「グリル・ゴール」を開店。
- 1971年　「岡部毎日」閉館。
- 1972年　「テアトル毎日」閉館。
- 1973年　「毎映」閉館。
- 1975年　「シネマ・ゴール」が閉館。映画産業からは撤退。

### 書店・文化事業
- 1963年　藤枝駅前の「毎日会館」に、藤枝市初の3階建ての建物「毎日綜合教室」を開講。県内初のカルチャースクール（料理教室、絵画、華道、算盤、きもの着付、英語、音楽教室など）。
- 1976年　「毎日会館」を駅前2丁目に新築移転。「藤枝江﨑書店」をオープン。
- 1983年　旧「毎映」跡地に「毎栄ビル」を新築。（駅前3丁目）
- 1984年　「藤枝カルチャーセンター」を開講。
- 1987年　駐車場50台完備の大型書店「藤枝江﨑書店メディア3駅前店」開店。
- 1990年　「藤枝江﨑書店駿河台ベスト店」開店。
- 1995年　「駿河台ベスト店」がショッピングセンター「ナッティ」内に、増床移転。
- 1997年　「藤枝江﨑書店蓮華寺池公園店」を開店。
- 1998年　毎映ビルの「藤枝カルチャーセンター」が「SBS学苑」とタイアップ。
- 2000年　新聞宅配網を活かした「宅本サービス[2]」をスタート。
- 2009年　藤枝駅南「BiVi藤枝」館内に「藤枝江﨑書店BiVi店」を開店

### その他の事業
- 1984年　不動産業の「旭光興業有限会社」を設立。
- 2014年　藤枝市と連携し、5新聞販売店が共同で、高齢者の見守り・声掛けサービス。高齢者の健康を気遣う「牛乳の配達事業」[3]も開始。
- 2015年　藤枝市の文化施設「藤枝市民会館」[4]の企画・運営を行う指定管理事業開始。
- 2018年　台湾との貿易・旅行・海外展開支援を行う会社「FTグローバル」を設立。

### 社会貢献事業
- 1961年　地域文化への貢献を目的とした私設図書館「毎日浮山館」を開館。（仮宿）
- 2005年　住民・障がい者とともに森の再生に取り組む「古紙回収サービス事業[5]」をスタート。
- 2008年　藤枝市内すべての小学校15校に「AED（自動体外式除細動器）」を寄贈。小中学校に社員を派遣して、「AED・命の大切さ、新聞の読み方講座」を開催。
- 2008年　古紙回収の資金で、桜の新名所を作ろうという「千本桜プロジェクト」始める。
- 2010年　藤枝朝ラーメン文化軒究会の事務局発足。
- 2013年　CSRレポートを発行。
- 2014年　藤枝市と連携し高齢者見守り・声掛けサービスを開始。
- 2015年　藤枝江﨑ダンスビデオを制作、YouTubeにアップ。
- 2019年　藤枝江崎ダンスビデオ、第1回NIKKEI社歌コンテストで「ユーモア賞」を受賞[6]。
- 2019年　全配達用バイクに見守り防犯カメラを設置。
- 2020年　藤枝市オープンイノベーション事業に協力。危険なブロック塀の位置調査、混雑回避を実現した飲食店の経営支援など。

## グループ企業・関連会社
- 藤枝江﨑グループ

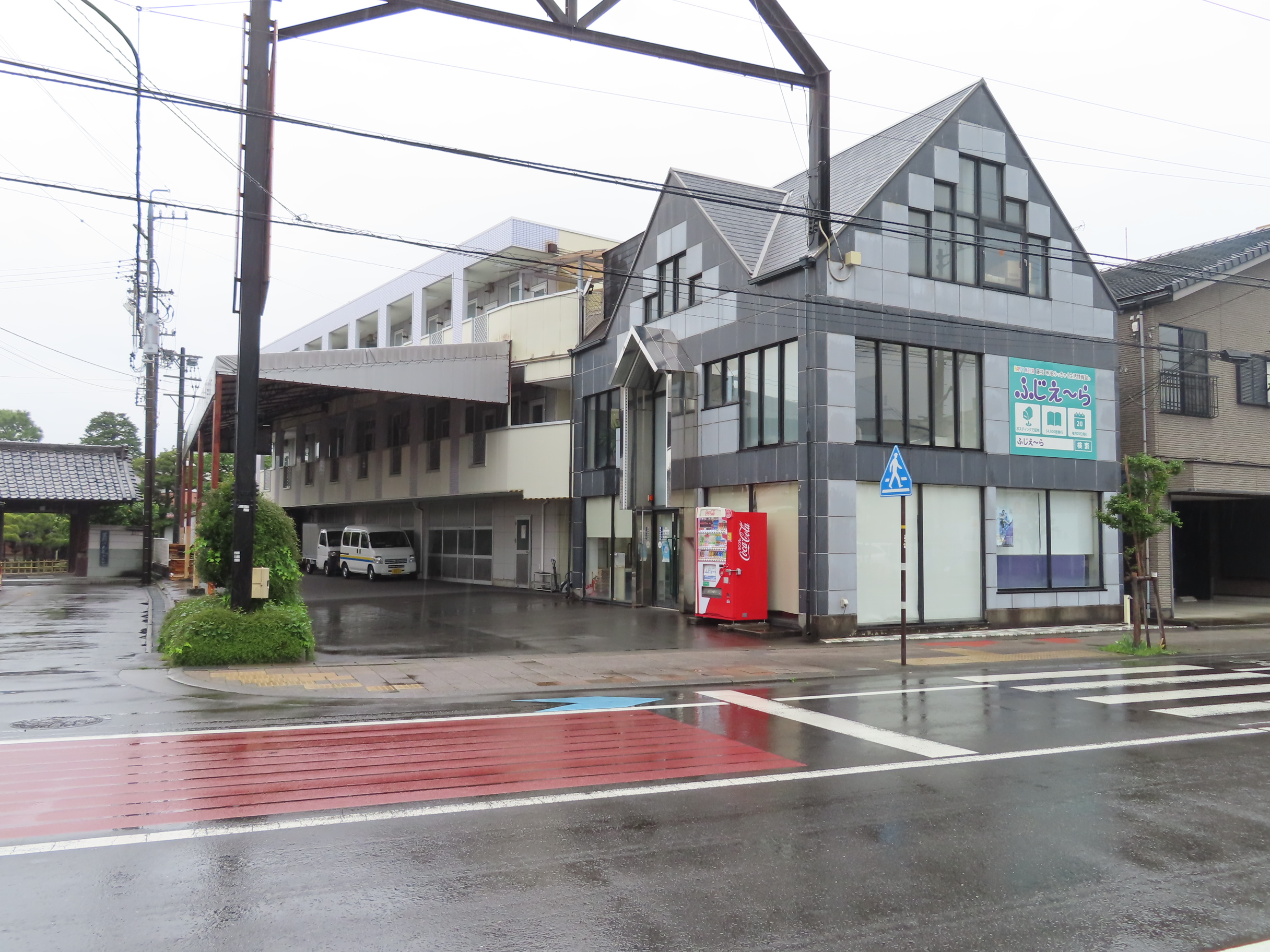
新館（2022年4月）

  - 本社：藤枝江﨑新聞店 - 藤枝市藤枝1丁目4-12江﨑新聞ビル
  - 新館：藤枝江﨑新聞店新館 - 藤枝市藤枝2丁目4-38
  - 駅前店：藤枝江﨑新聞店駅前店 - 藤枝市青木１丁目21-3
  - 東店：藤枝江﨑新聞店東支店 - 藤枝市下藪田80-15

### グループ企業
- 藤枝江﨑書店駅南店 - 藤枝市高岡1-3-3
- 藤枝江﨑書店BiVi店 - 藤枝市前島1-7-10
- SBS学苑藤枝校
- 藤枝オリコミピーアール
- 旭光興業（The Label）
- FT global（FTグローバル）
- 株式会社オリピーグループホールディングス